# Довре (коммуна)
Довре (норв. Dovre) — коммуна в губернии Оппланн в Норвегии. Административный центр коммуны — город Довре. Официальный язык коммуны — нейтральный. Население коммуны на 2007 год составляло 2778 чел. Площадь коммуны Довре — 1363,84 км², код-идентификатор — 0511.

## История населения коммуны
Население коммуны за последние 60 лет.